# Куш-Кая (Бабуган)
Куш-Кая — гора в Крыму высотой 1339 м. Расположена на восточной кромке Бабуган-яйлы, части Главной гряды Крымских гор, в 7 километрах к западу-юго-западу от города Алушты, на территории Крымского природного заповедника.  

## Описание
Куш-Кая в переводе с крымскотатарского языка означает «птичья гора». Этот топоним широко распространён в Крыму, имеется более 10 вершин с таким названием.   
Куш-Кая - гора с пирамидальной вершиной высотой 1339 м на северо-восточном краю скальной стены Бабуган-яйлы. Расположена к югу от горы Чамны-Бурун, в 4,5 км к западу от села Виноградное городского округа Алушта. Восточный склон Куш-Кая обрывается уступом высотой 200-300 м, западный пологий, покрытый горно-луговой растительностью. Куш-Кая не самая высокая точка Бабуган-яйлы, но поскольку она находится на самом краю скальной стенки и господствует над Алуштинской долиной это отличная видовая точка.  

Подъем на гору с северной стороны от перевала Дипло по тропе от родника Ак-Чокрак, с южной стороны от перевала Талма-Богаз по тропе от родника Талма.

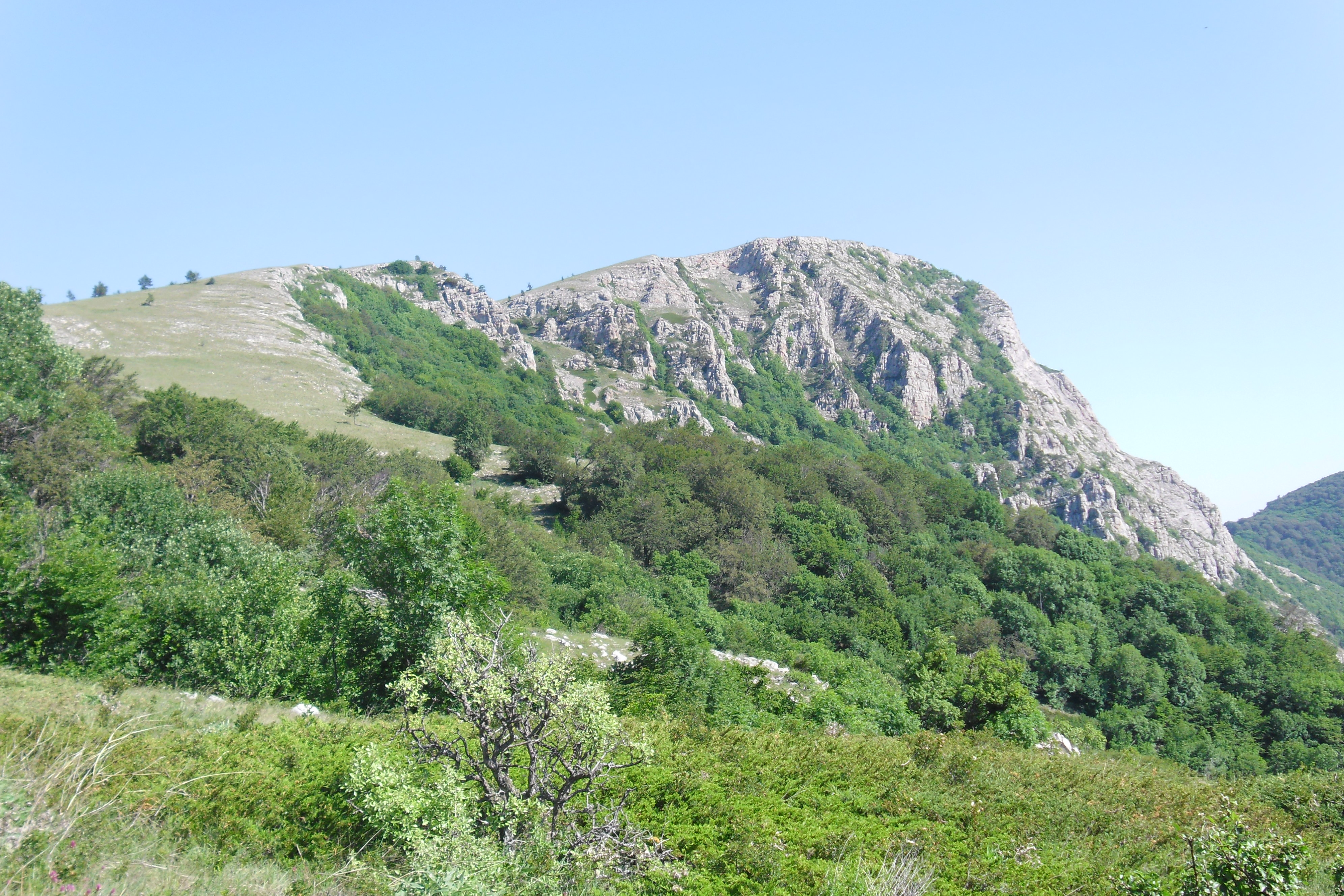
Вид на Куш-Кая с горы Парагильмен
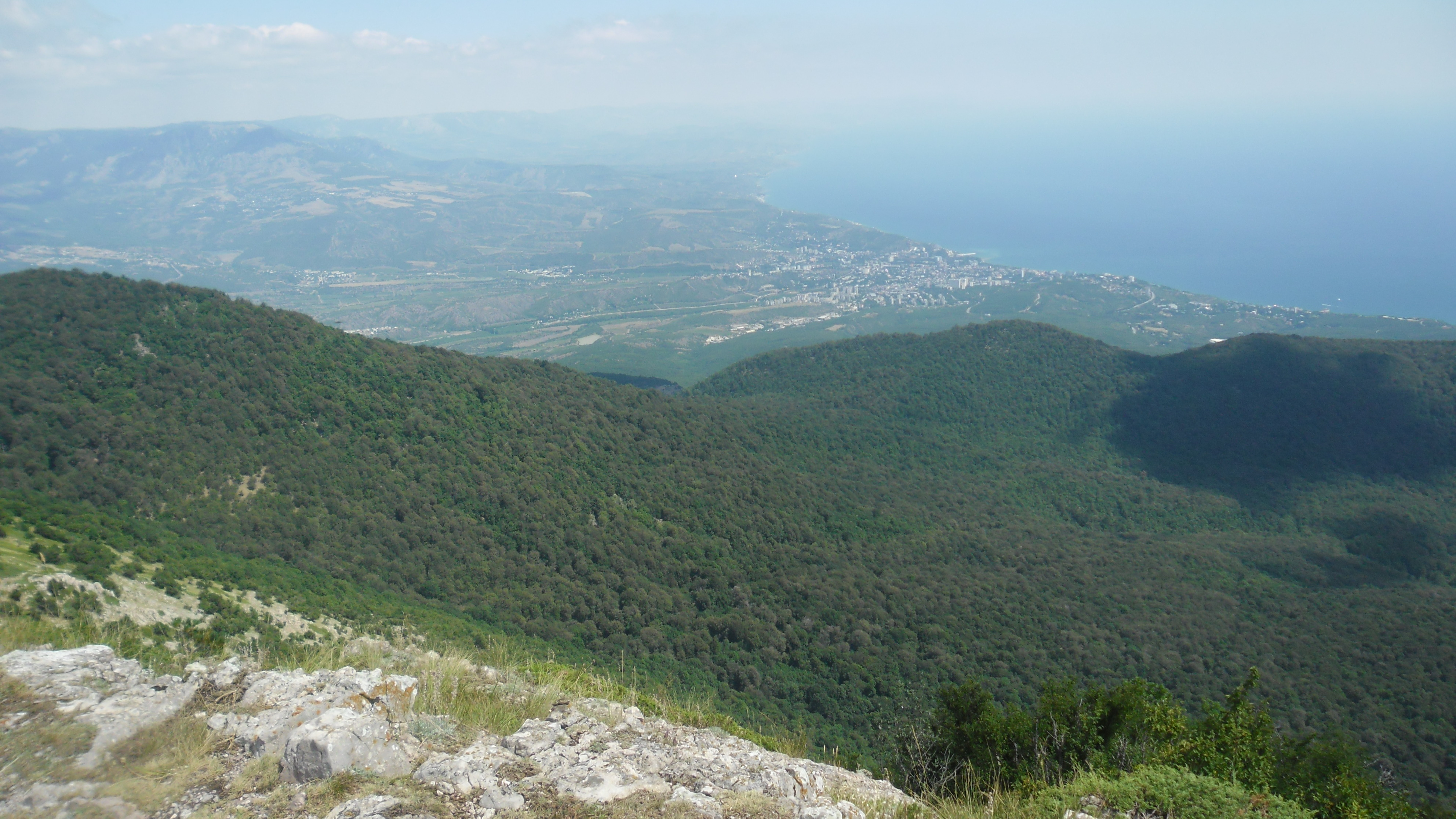
Вид с вершины Куш-Кая на Алуштинскую долину
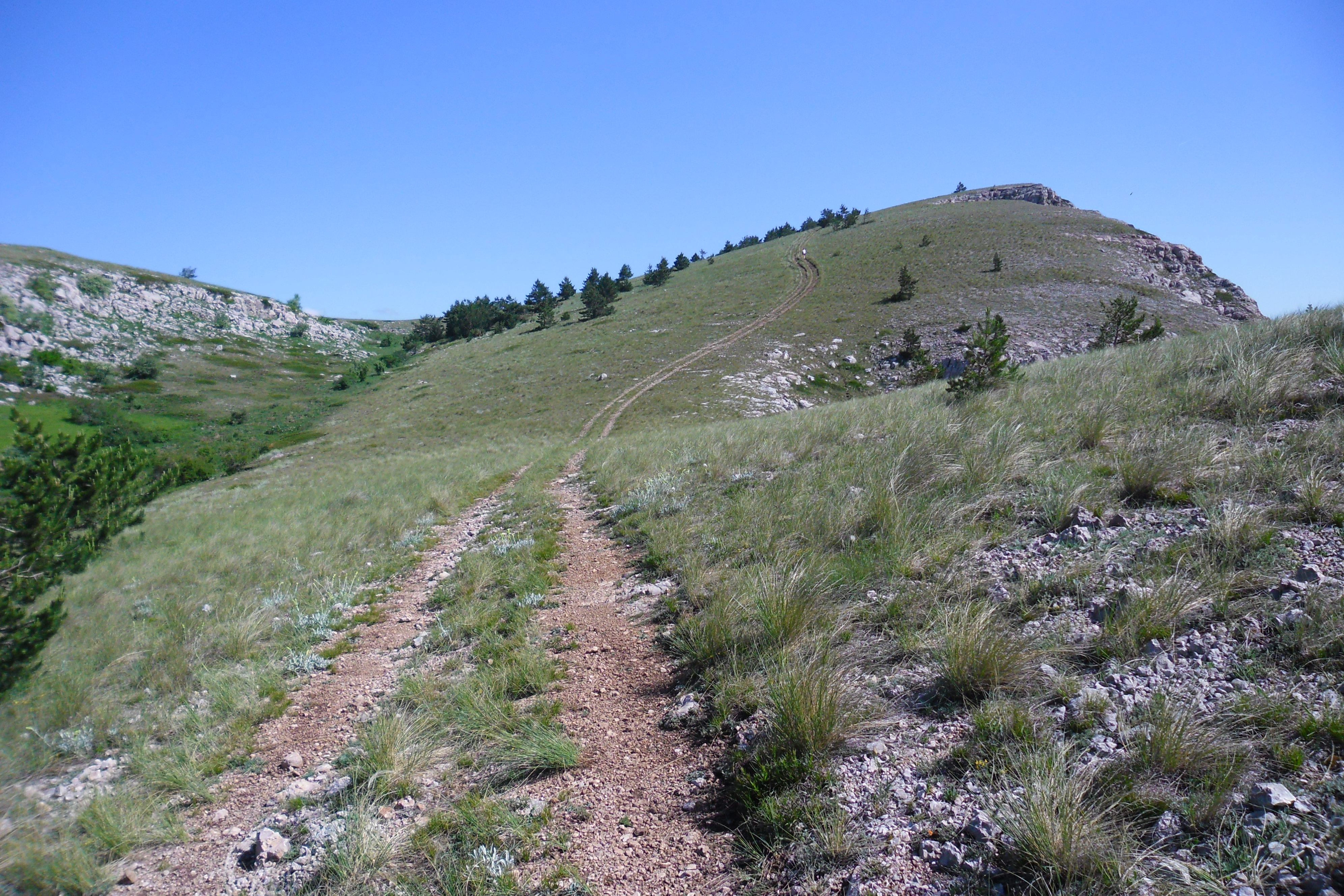
Подъем на вершину по южной тропе

На южных склонах горы Куш-Кая начинается урочище Карши-Даг. Урочище Карши-Даг южнее примыкает к горе Парагильмен. 
Нахождение на территории Крымского природного заповедника без пропуска запрещено.